# Marcel Sedille-Courbon
Marcel John Maurice Raymond Sedille-Courbon, född Kempeke 28 januari 1904 i Saint-Josse-ten-Noode i Bryssel, död 29 november 1990, var en belgisk bobåkare. Han deltog vid olympiska vinterspelen i Sankt Moritz 1928. Hans lag kom på sjätte plats.